# Quirino Avelino de Jesus
Quirino Avelino de Jesus (Funchal, 10 de Novembro de 1865 — Lisboa, 3 de Abril de 1935) foi um advogado, poeta e jornalista que se destacou na defesa pública das posições da Igreja católica Romana durante os anos finais da Monarquia Constitucional e a Primeira República Portuguesa, nomeadamente durante as controvérsias que rodearam a tentativa de reintrodução em Portugal das congregações religiosas e a sua posterior dissolução. Foi deputado às Cortes e especialista em questões coloniais, sendo apontado como um dos ideólogos do Acto Colonial.

## Biografia
Nasceu no Funchal, filho de Manuel de Jesus e de Quirina Augusta de Jesus. Inicialmente destinado a seguir o sacerdócio, frequentou ou Seminário do Funchal, mas desistiu quando se preparava para tomar ordens menores.
Em 1887 matriculou-se no curso de Direito da Universidade de Coimbra, formando-se em 1892, ano em que se fixou na cidade de Lisboa.
Para além da sua actividade como advogado, dedicando a maior parte do seu tempo ao serviço da casa comercial madeirense Casa Hinton (William Hinton & Sons, Lda), colaborou com diversos periódicos, escrevendo maioritariamente sobre questões sociais, económicas e religiosas. Também se empregou na Caixa Geral de Depósitos, onde ascendeu a chefe de serviços.
Teve importante participação política, sendo eleito deputado às Cortes pelo círculo eleitoral do Funchal e mantendo uma importante influência nos meios políticos católicos que atravessaria o período final da Monarquia Constitucional, toda a Primeira República e ainda atingiria os anos iniciais do regime do Estado Novo.
Teve influência na formação política do salazarismo, produzindo importantes documentos de reflexão para António de Oliveira Salazar, sendo apontado como inspirador de Oliveira Salazar na fase da ascensão ao poder. Foi colaborador da Seara Nova, Homens Livres  (1923) e especialista das questões coloniais, ideólogo e o suposto autor do Acto Colonial.
Marcelo Caetano aponta-o como o autor do primeiro esboço do projecto de lei constitucional de 1932 que dará origem à Constituição portuguesa de 1933.
Para além de uma vasta obra dispersa pelos periódicos católicos, pela imprensa diária de Lisboa e em revistas de carácter económico ou financeiro, foi autor de diversas monografias sobre a Casa Hinton e sobre temática religiosa e colonial. Foi redactor e director do jornal Portugal em África, do Economista e do Correio Nacional e colaborou na Choldra (1926)

## Obras publicadas
- 1893 — As Ordens Religiosas e as Missões Ultramarinas;
- 1908 — O álcool do Continente na Madeira;
- 1910 — A questão Sacarina da Madeira;
- 1915 — A nova questão Hinton;
- 1921 — Lusa Epopeia (poema épico);
- 1932 — Nacionalismo Português.